# Jeetkïdo-kaïkan
Le Shinkai Jeetkidokai— 截拳道館, traduit en français par « la voie du Combat intégrale » — plus connu sous le nom de Jeetkido est un art martial basé sur les traditions japonaises et vietnamiennes. Créé en 1945 à Osaka au Japon par Sosai Nguyen, il est introduit en Europe à Lausanne en Suisse en 1984 par Kancho Shirigsu Ogama d'où il s'étend en Europe, sur le continent africain, au Brésil et aux États-Unis. Introduit en France en 1992 par Claude Santaguiliana son développement est plus discret et placé sous l'autorité de la Fédération française de karaté et disciplines associées et de l'association nationale France Shinkai Jeetkidokaï Karaté aujourd'hui IJFK France. Il fait partie des nombreux styles de karaté japonais et représente un karaté moderne dont la finalité est le combat libre ou intégrale, dit aussi "La voie de l'efficacité Total."

## Sosai Nguyen Luxuha et le Hombu dojo
Nguyen Luxuha dit aussi Sosai est né à Tokyo au Japon le 23 janvier 1923 de parents sino-vietnamiens naturalisés japonais à leur arrivée en 1920. Il y suit ses études et y fait aussi son service militaire. Son père Nguyen Loc, expert de Kempo kan, ouvre le premier club d'Osaka où il enseigne cet art martial à son fils dès son plus jeune âge. Né dans l'ile d'Okinawa en même temps que le karaté, le kenpō se compose de techniques de combat à mains nues d'origine chinoise, de travail au corps à corps et de combat au sol.
Nguyen Luxuha retourne au Sud-Vietnam pour connaître le pays d'origine de ses parents, Gia Dinh où il découvre un art martial vietnamien enseigné par Pham Hing King, le Vo Lac Hong ancêtre du Việt Võ Đạo. Il y découvre les techniques de ciseaux, les techniques de coups de pied sautés, le maniements des armes comme le bâton long, le nunchaku et certaines techniques étrangères au kenpo kaï. Nguyen Luxuha passe quatre années avec Pham Hing King. Devenu son fils spirituel, beaucoup pensent qu'il restera au Vietnam pour lui succéder à la tête de l'école Vo lac hong. Mais des divergences techniques font qu'il retourne au Japon pour y créer sa propre école où il introduit des éléments de Vo lac dans la technique du Kempo kan. Après un an de travail solitaire, il domine lutteurs, boxeurs et combat des taureaux  auxquels il brise les cornes.
En 1945 le Hombu dōjō de kempo kan d'Osaka se transforme en école de Shinkai Jeetkidokai où l'on enseigne un métissage de Kempô kan majoritaire complété de Vo lac vietnamien qui en fait un art martial redoutable, une discipline de combat libre moderne utilisant toutes les parties du corps. Le nom de jeetkidokai signifie La voie de l'énergie vitale mais les slogans utilisés sont la voie de l'art du combat total ou le free fight martial art. La tenue se compose de la veste blanche du kempô et du pantalon noir du Vo lac hong jusqu'en 2011, depuis 2012 la tenue devient pantalon blanc et veste blanche sur le côté gauche  de la veste et inscrit en Japonais le nom Shinkai Jeetkidokai de couleur bleu foncé. Des disciples comme Ida Nukami et Shirigsu Ogama ouvrent des écoles en Suisse romande et en Allemagne pour le développer avant de retourner au Hombu Dojo comme assistants directs de Sosei Nguyen qui meurt le 21 aoüt 1993.

## La diffusion du Shinkai Jeetkidokaï Karaté do, le Karaté de Free Fight

### Kancho Shirigsu Ogama
Shirigsu Ogama est l'un des proches disciples de Sosai Nguyen dont il suit assidument l'enseignement dès 1973. Lors d'une tournée en Suisse romande, Ogama ouvre en 1984 le dojo de Lausanne. Il y dirige des cours et des stages de formation dans lesquels Nguyen Luxuha lui-même intervient parfois et où Claude Santagiuliana — qui introduit plus tard le Shinkai Jeetkïdôkaï en France — découvre cette discipline. Ida Nukami est également invité à Lausanne, à Genève et à Évian-les-Bains ainsi que dans d'autres pays comme l'Allemagne et la Russie. Alors que Kancho Shirigsu Ogama est à l'origine de l'arrivée du jeetkïdôkaï en France, Igord Karpof et d'autres créent des dojos et des écoles dans leurs pays respectifs. Aujourd'hui Kancho Shirigsu OGAMA et le directeur de L'IJFK International Jeetkidokai Fédération Karaté en date du 1er septembre 2014. 

### Le Shinkai Jeetkidokaï Karaté do en Europe et dans le monde
Shihan Ida Nukami et Kancho Shirigsu Ogama enseignent dans différents pays avant de retourner au Hombu dōjō. En 1990, des élèves sortant de cette école deviennent à leur tour des experts qui développent cet art martial en Italie siège la Fédération Européenne de jeetkidokaï, en France avec l'association France Shinkai jeetkïdokaï et en Russie sous la direction de Igor Karphof.
Certains participent à des combats sans règles aux tournois de MMA et de l'UFC où certains se distinguent dans les combats de l'UFC[pas clair]. À cette occasion on note que les techniques de cet art martial sont utilisées par d'autres disciplines : Oleg Taktarov, un pratiquant de Jeetkïdôkai et de Chute Boxe s'est distingué en gagnant l'UFC 6. D'autres se consacrent au développement, à l'enseignement ou encore à la création de structures et d'écoles. Cet art martial est représenté par une fédération mondiale, une fédération européenne et son dojo principal, le Hombu dōjō jeetkïdô-kaïkan. Ce style est présent dans une vingtaine de pays référencés par l' Internationale jeet kï dô fédération karaté seule fédération internationale de cette école. On relève des fédérations nationales au Sénégal, au Brésil, au Ghana, en Côte d'Ivoire, au Mali, en Russie, en Italie, aux États-Unis et une fédération européenne qui réside à Turin. Au Japon l'International Jeetkïdô-kaïkan Fédération compte 300 000 membres en 2012 et le Hombu dojo qui en est le dojo principal est référencé à l'Association générale des fédérations internationales de sports (AGFIS).
En constante évolution cette discipline, fondée sur les bases du kempo kan d'Okinawa et du Vo lac hong, a gardé la philosophie des arts martiaux ancestraux et a la particularité d'offrir à ses pratiquants l'usage de toutes les techniques de combat et de frappe au pied et au poing ainsi que des techniques de projections et d'immobilisation au sol avec étranglement ou clés. Le jeetkidokaï est composé de 60 % de technique de kempô kan, 10 % de lutte, aïkido, jiu-jitsu et 30 % des techniques de Vo lac hong. Début 2014 l'on comptabilise une Fédération mondiale, un dojo principal, une fédération européenne, 17 associations nationales dont une en France et 3 fédérations délégataires dans leurs pays respectifs. En décembre 2013 des nouveaux combattants issus du Jeetkïdô-kaï arrivent à l'UFC ; ces combattants pratiquent aussi la Chute Boxe elle-même issue du Jeetkïdô-kaï et très utilisé dans les combats en cage aux États-Unis dans les compétitions de l'UFC. La Fédération européenne est présidée par Marco Ruas, président du jeetkïdô Européen et combattant de L'UFC 7 qui organise des stages et formations avec la fédération internationale. C'est ainsi que de nombreux Japonais du Hombu-dojo ont dirigé des stages pour le développement européen de ce style.

### Le Shinkai Jeetkidokaï Karaté féminin
Les femmes ne sont pas en reste dans la pratique de cet art martial très rude : sur le site du dojo principal, au Japon, on remarque beaucoup de femmes ayant le 3e dan et plus ; sur le site de la fédération européenne, on note que les filles participent à des compétitions d'arts martiaux mixtes (MMA) et, plus particulièrement, de l'UFC aux États-Unis. La tenue des combattantes est dans la pure tradition de l'UFC ou de MMA avec les mêmes règlements de compétition que pour les hommes. En France, Sonia Marganelli en est une illustration. Elle est l'une des premières en France à obtenir le grade de 3e dan de la Fédération française de karaté et disciplines associées (FFKDA), le grade de 4e dan au Japon et le grade de 2e dan de la Fédération européenne de karaté-do et arts martiaux traditionnels (FEKAMT) délivré par Gilbert Gruss, ancien responsable de la FFKAMA et champion du monde de karaté.

### Le Shinkai Jeetkidokaï Karaté en France
Le karateka Claude Santaguiliana découvre le jeetkidokaï en 1984 à Évian-les-Bains lors d'un stage de Kancho Shirigsu Ogama résidant alors à Lausanne (Suisse) et chargé du développement du jeetkidokaï dans cette région. Il suit ses cours pendant 5 ans puis, ayant obtenu le 2e dan IJFK Hombu dojo, il part un an au Hombu dojo suivre les entrainements du Sosai Nguyen. En 1990, il obtient le 4e dan IJFK Hombu dojo et le 6e en 1993, peu avant le décès de Nguyen. Le Hombu dojo fondation lui décerne alors le titre de Branch Chief pour la France. Il est, depuis, cofondateur de la Fédération Européenne de Jeetkido.
Le jeetkidokaï arrive en France par son intermédiaire en 1992. Depuis 1994, il est le responsable de l'école  jeetkidokaï en France. 
Le Jeetkidokaï est d'abord affilié à la Fédération française amateur de sambo et de défense personnelle (FFAS) dès 1992. Cette affiliation à la FFAS a permis de nombreux échanges entre les disciplines et écoles à tous niveaux et à Kancho Claude Santaguiliana de passer le diplôme d'instructeur fédéral de sambo et d'obtenir le grade de 5e degré de sambo défense personnelle en 1997. La FFAS perd sa délégation de pouvoir en 1998 et le Jeetkidokaï Karaté do reste d'abord sans rattachement avant d'intégrer en 2006 la FFKDA. Le jeetkidokaï français, réparti sous diverses associations ou "clubs-écoles" depuis 1992, est sous la responsabilité de l'association nationale France Jeetkidokaï, elle-même affiliée à la Fédération européenne Jeetkidokaï (FEJKDK). Des clubs sont affiliés à la FFKDA alors que d'autres le sont directement à la Fédération européenne de karaté (au choix des clubs) mais tous les clubs sont référencés à France Jeetkidokaï actuel IJFK France. En 2014, on en recense près de 30 répartis sur le territoire et cela ne fait que d'augmenter d'année en année. 
France Shinkai jeetkidokaï Karaté qui est devenue L'IJFK France en 2016, est la seule association française reconnue par les instances internationales de ce style martial. Les éducateurs soucieux de passer un brevet professionnel de la jeunesse, de l'éducation populaire et du sport (BPJEPS), un brevet d'État d'éducateur sportif (BEES) ou un certificat de qualification professionnelle (CQP) doivent obligatoirement avoir un grade délivré par la fédération délégataire. Il est en effet impossible de passer ces diplômes aux gradés de la Fédération européenne de karaté-do et arts martiaux traditionnels (FEKAMT) et aux gradés japonais non reconnus par le Ministère de la Jeunesse et des Sports. Le référent du Shinkai Jeetkidokaïkan pour la France est Kancho Claude Santaguiliana, la 1re secrétaire Sensei Sonia Marganelli et plusieurs senpais parmi lesquels Michel Cuam.

## La technique du Karaté Shinkai Jeetkidokai, "La Voie de l'efficacité Total"
Les techniques de Jeetkidokai sont utilisées à l'Ultimate Fighting Championship (UFC) et dans les compétitions d'arts martiaux mixtes (MMA). Le jiu-jitsu brésilien et le Jeetkidokai ont donné naissance aux techniques de clefs, de luxations et d'étranglements dans les compétitions de combat libre[réf. nécessaire]. Patrick Lombardo cite d'ailleurs le Jeetkidokai pour l’efficacité de ses clefs et torsions.

### Les différentes formes de travail
Dans cet art martial toutes les techniques sont étudiées, :
- travail des pieds, poings, coudes, genoux ;
- travail des clefs, torsions, luxations ;
- travail du corps à corps au sol[H 10] ;
- travail des techniques de clefs et luxations au sol ;
- travail des immobilisations et des percussions au sol ;
- technique de coups de pied sautés et ciseaux ;
- technique d'attaque et défense ;
- technique des katas le Shinkai jeetkidokai et un style de karaté qui comprend 73 katas ;
- technique de casses-briques, parpaing de glace, planches ;
- technique de combats complet ou combats libres ;
- technique du MMA.

### Techniques de combat et self-défense de Shinkai Jeetkidokai karaté
Au niveau de la self défense cet art martial plus japonais que vietnamien, composé de clefs, luxations, torsions  propose une grande richesse technique pour les féminines. On note aussi des techniques :
- d'attaque et défense avec couteau, bâton long et court ;
- de maniement du nunchaku et du sabre ;
- d'attaques et défense avec tonfa.

## Les différentes formes de pratiques et de compétitions

### Le Shinkai Jeetkidokai Karaté technique
Cette discipline fait partie des arts martiaux modernes. Ses instructeurs sont tous ceintures noires soit à la FFKDA soit à la FEKAMT mais sont aussi ceintures noires du Hombu Dojo d'Osaka (Japon). En France, les seuls grades reconnus sont ceux de la FFKDA qui peuvent donner accès au CQP, BPJEPS, Diplôme d'État de la jeunesse, de l'éducation populaire et du sport (DEJEPS). Les pratiques comportent :
- les katas, quyens et thaos ;
- les exercices d'attaque et défense avec un adversaire.

### Le Shinkai Jeetkidokai Karaté training
Il regroupe les combats pieds et poings, avec techniques de poussé et coudes, jusqu'au K.O. sans protection.
Sont autorisées :
- toutes les techniques de poings au corps ;
- toutes les techniques de jambes même au visage ;
- les projections et balayages.

Sont interdits : combat au sol, frappe de poings au visage ou dans la colonne vertébrale, doigts dans les yeux.

### Le Shinkai Jeetkidokai Karaté free fight
Le combat se gagne par K.O. ou par soumission. 
Toutes les techniques suivantes sont autorisées : 
- le corps à corps et le combat au sol ;
- les clefs, les torsions, les luxations (debout et au sol) ;
- les projections et les frappes debout et au sol ;
- les étranglements ;
- toutes techniques de genoux, coudes, poussées ;
- le travail et les frappes sur les points vitaux.

Sont interdits : la frappe sur la colonne vertébrale et les doigts dans les yeux.